# RAFAEL Jericho
Con il termine Jericho si intende la classe israeliana di missili balistici a medio raggio (MRBM), sviluppata con molti componenti dei missili antinave LUZ. Il progetto inizia intorno al 1963 con un accordo tra Israele e la francese Générale aéronautique Marcel Dassault (GAMD).

## Jericho I
Il missile Jericho I (YA-1), che è stato costruito con l'aiuto della Générale aéronautique Marcel Dassault (GAMD) a partire dal missile MD-620, vero e proprio era inteso come vettore SRBM per testate nucleari, aveva un peso di 6,5 tonnellate, lungo 13,4 metri e con un diametro di 0,8 m. Il carico utile era di circa 400 kg. La gittata del missile era di 500 km mentre la probabilità di errore circolare (CEP) era di 1000 m. L'accordo con i francesi durò fino al gennaio 1969 e si interruppe a seguito dell'embargo dichiarato dalla Francia sulle armi. Il progetto continuò a cura esclusiva di Israele, venendo a costare 1 miliardo di dollari fino al 1980. I lanci di prova, effettuati nel Mediterraneo, evidenziarono subito problemi al sistema di guida. Infatti ne furono prodotti pochi esemplari. Sulla base del Jericho I, in seguito fu sviluppato un altro tipo di missile, il Jericho II.

## Jericho II
Il Jericho II (YA-3) è un missile a combustibile solido, bi-stadio MRBM. Sono stati eseguiti una serie di test di lancio nel Mediterraneo dal 1987 al 1992, quello con la maggiore gittata di circa 1.300 km, per la maggior parte lanciati dalla base di Palmachin, a sud di Tel Aviv. Si stima che questo missile possa portare un carico di 1000 kg fino al raggio di 2.800 km.
Il Jericho-2 è lungo 14,0 metri e largo 1,56 m, con un peso al lancio che i rapporti dichiarano di 26.000 kg (alternativamente, in alcune configurazioni può avere un peso di lancio di 21.935 kg). Ha un carico utile di 1.000 kg, capace di portare una considerevole quantità di esplosivo ad alto potenziale oppure una testata nucleare della potenza di 1 MT. Utilizza un motore a propellente solido a due stadi con un sistema di separazione della testata, all'interno di una mini-capsula capace di manovre evasive (MARV). Il Jericho-2 può essere immagazzinato e lanciato da un silo missilistico, da un vagone ferroviario, oppure da un veicolo mobile nascosto in una grotta o tunnel. Questa flessibilità consente di nasconderlo, muoverlo rapidamente, oppure mantenerlo in uno tra molti silos sotterranei rinforzati, assicurando una possibilità di sopravvivenza accettabile contro ogni tipo di attacco.

## Shavit
Alcuni osservatori hanno suggerito che la versione Jericho IIB sia lo stadio di base per il lanciatore satellitare a tre-stadi Shavit (da 23 tonnellate, simile al RSA-3 del Sudafrica), lanciato per la prima volta nel 1988 dal poligono di Palmachim. Dai dati di rotta e velocità dello Shavit si pensa che trasformato in missile balistico abbia una gittata massima di circa 7.600 km con un carico utile di 500 kg.

## Jericho III
Analisti militari stimano che il missile balistico intercontinentale Jericho III (YA-4) sia entrato in servizio nel 2008. Si pensa che abbia un raggio molto variabile, che dipende dal numero di testate e dalla presenza di un'ulteriore stadio, che aumentandone la gittata lo colloca nella categoria IRBM.
Molti concordano che il Jericho III abbia tre stadi a propellente solido e stimano una capacità di carico di 1.000 - 1. 300 kg. Si pensa che il missile possa essere equipaggiato con una singola testata termonucleare da 1 Mt (pesante 750 kg) oppure da due a quattro testate nucleari di minore potenza in veicoli di rientro del tipo MIRV. Si stima che abbia un peso al lancio di circa 30.000 kg ed una lunghezza di 15,5 m con un diametro di 1.560 mm. Sembra probabile che sia simile ad un lanciatore spaziale Shavit migliorato, e che abbia le sezioni del primo e del secondo stadio più lunghe con motori più potenti. Le stime della gittata sono molto variabili e vanno da 4.800 a 11.500 km, e potrebbe essere significativamente maggiore con un carico utile molto minore, dell'ordine dei 350 kg (peso e dimensioni delle più piccole bombe nucleari israeliane). Si crede che lo Jericho 3 abbia una guida inerziale con guida terminale ad imaging radar, e che sia basato su qualche
silos, anche se conserverebbe una parziale mobilità su enormi veicoli stradali e sicuramente su vagoni ferroviari.
Secondo un rapporto ufficiale inviato al Congresso americano nel 2004, il carico utile di 1.000 kg consentirebbe agli israeliani di colpire col missile Jericho 3 (dotato di armi nucleari) l'intero Medio Oriente, l'Africa, l'Europa, l'Asia e quasi tutto il Nordamerica, come anche vaste zone del Sudamerica e anche la parte nord dell'Oceania. La velocità-gittata dello Jericho 3 fornisce anche una velocità di impatto molto alta per i bersagli vicini, rendendolo in grado di evitare qualsiasi difesa contro missili balistici che nell'immediato possano essere sviluppati nella regione.
Il 17 gennaio del 2008 Israele eseguì un lancio di prova di un missile balistico multi-stadio, che si pensa possa essere del tipo Jericho III, dichiarandolo capace di trasportare "testate speciali".
Il 2 novembre del 2011, Israele lanciò dal poligono di Palmachim un missile che si ritiene sia una versione migliorata del Jericho 3. La lunga scia di fumo venne vista nella parte centrale d'Israele.

## Sinossi dell'evoluzione del missile Jericho
| Name              | Jericho-1 (Luz YA-1)             | Jericho-2 (Luz YA-3)                                | Jericho-3 (Luz YA-4)                 |
| Tipo              | balistico-SRBM                   | balistico-MRBM                                      | balistico-IRBM-ICBM                  |
| Operatività       | anno 1971                        | anno 1990                                           | anno 2008 (?)                        |
| Lunghezza         | 13,40 m                          | 14,00 m                                             | ignota                               |
| Diametro          | 792 mm                           | 1.554 mm                                            | ignoto                               |
| Peso al lancio    | 6.350 kg                         | 21.935-26.000 kg                                    | ~30.000 kg (?)                       |
| Carico utile      | 500 kg                           | 1.000 kg                                            | 750-1.300 kg                         |
| Testata da guerra | Nucleare 20 kT                   | Termonucleare 1.000 kT                              | Termonucleare 400 kT x 4 testate (?) |
| Gittata           | 500 km                           | 1.500-3.500 km                                      | 4.800-6.500 km                       |
| Sistema di guida  | Sistema di navigazione inerziale | Inerziale-punto stellare Vers. IIB: radar terminale | Inerziale-radar terminale            |
| Accuratezza (CEP) | 1.000 m                          | ignota                                              | ignota                               |

## Dispiegamento dei missili Jericho
I missili Jericho II si trovano in stato di "stand-by" su circa 90 lanciatori mobili e/o silos, (facilmente trasferibili anche per aria, terra e mare) nella base aerea Sdot Micha (31°44′19″N 34°55′10″E) nei pressi di Sdot Micha e Kfar Zaharyah ai piedi dei monti della Giudea, a circa 24 km ad ovest di Gerusalemme, ad ovest di Bet Shemesh, a sudest di Rehovot e pochi kilometri a sud della base aerea di Tel Nof (31°50′22.1″N 34°49′18.64″E).
Molte immagini del sito missilistico sono state scattate da satelliti commerciali (indiani, russi, ecc.) e sono state pubblicate. Nel settembre del 1997 la rivista Jane's ha pubblicato un'analisi 3-D di foto ad alta risoluzione scattate da un satellite indiano.